# Got the Life
Got The Life — пісня і перший сингл ню-метал-групи Korn з їхнього третього альбому, Follow The Leader.

## Успішність
Got The Life став першим синглом, що потрапив до Top 20 чартів Hot Mainstream Rock Tracks і Modern Rock. Відео для цього синглу, поставлене режисером Джозефом МакДжіті, стало дуже успішним, і широко транслювався на телебаченні, особливо в програмі MTV Total Request Live, де кліп займав третю сходинку 63 з 65 днів, перш ніж став першим відео, прибраним з хіт-параду після закінчення певного терміну. Сингл також домігся успіху в інших країнах, особливо в Австралії, де він отримав статус золотого диска за версією ARIA з результатом у 35.000 проданих копій.